# Apertura Amar
L'apertura Amar o apertura di Parigi deriva il nome dal giocatore amatoriale parigino Charles Amar che utilizzava questa apertura negli anni trenta. La mossa che la caratterizza:
1. Ch3

non risponde a nessuno dei criteri delle aperture e infatti è terza fra le prime mosse meno giocate del Bianco.
Come l'apertura Kotroc, questa apertura decentra il cavallo sul bordo della scacchiera, da dove controlla solo due caselle (f4 e g5).

## Analisi
L'operazione di portare il cavallo al bordo della scacchiera è sempre stata considerata debole, specialmente in apertura; esiste infatti un detto scacchistico che dice Cavallo al margine è come l'acqua all'argine, a significare che un cavallo a bordo scacchiera controlla un numero limitato di caselle (quattro: g1, f2, f4, g5) mentre se sviluppato centralmente ne controlla fino a otto. L'unica nota positiva di questa apertura è che prepara l'arrocco bianco.
La migliore risposta del Nero è l'occupazione del centro con 1…d5! che minaccia 2…Axh3, che rovinerebbe la struttura pedonale bianca. Altra risposta valida è 1…e5 ad occupare il centro.

## Continuazioni
Dall'apertura Amar scaturisce anche il cosiddetto gambetto di Parigi caratterizzato dalla sequenza di mosse:
1. Ch3 d5
2. g3 e5
3. f4

Tale gambetto è comunque considerato dubbio, dato che in ogni caso il centro è in mano al Nero.